# Cantó de Xertigny
El cantó de Xertigny és un cantó francès del departament dels Vosges, situat al districte d'Épinal. Té 8 municipis i el cap és Xertigny.

## Municipis
- La Chapelle-aux-Bois
- Charmois-l'Orgueilleux
- Le Clerjus
- Dounoux
- Hadol
- Uriménil
- Uzemain
- Xertigny

## Història
| Data d'elecció                           | Identitat           | Partit                     | Qualitat |
| ---------------------------------------- | ------------------- | -------------------------- | -------- |
| 1988-1992                                | Étienne Géhin       | PPUS                       |          |
| 1945-1955                                | M. Rémy             | RPR                        |          |
| 1955-1973                                | Jean-François Dupré | UNR, després Divers droite |          |
| 1973-1998                                | Michel Bidaud       | Divers droite              |          |
| 1998-                                    | Jackie Pierre       | RPR, després UMP           |          |
| les dades anteriors no són pas conegudes |                     |                            |          |
|                                          |                     |                            |          |

## Demografia
| A partir de 1990: Població sense dobles comptes |